# 阿拉斯站
阿拉斯站是法国的一个铁路车站，位于法国北部城市，加来海峡省的省会阿拉斯。

## 位置
阿拉斯站位于阿拉斯市区东南部，车站呈东北—西南走向，开口朝西北，面向市区。站前为大型的城市广场和停车场，东侧为现代化的公交车换乘中心；站内则可通过地下通道连接站台，并可与东南侧的车站后门相连。

## 遇袭事件
2015年8月21日，一列从荷兰阿姆斯特丹开往法国巴黎的国际高速列车上发生枪击案，两名正在放假的美国海军陆战队员及他们的一名同行友人徒手制服手持AK47冲锋枪、企图制造恐怖袭击的摩洛哥裔袭击者，制止了一场血腥屠杀。其中一名海军陆战队员脖子中枪，没有生命危险。事件共造成3人受伤，火车临时改为开往阿拉斯站，枪手在到站后随即被捕。

## 停靠线路
以下列车线路在阿拉斯站停靠：
| 阿拉斯站列车线路表            |       |                        |                         |              |
| 线路                          | 车种  | 上一站                 | 下一站                  | 大致运行频率 |
| 巴黎—阿兹布鲁克/敦刻尔克      | TGV   | 巴黎北                 | 朗斯                    | 每天3趟左右  |
| 巴黎—瓦朗谢讷                 | TGV   | 巴黎北                 | 杜埃                    | 每天6趟左右  |
| 巴黎—里尔欧洲                 | TGV   | 巴黎北                 | 里尔欧洲                | 每天2趟左右  |
| 马赛/蒙彼利埃—里尔弗朗德/欧洲 | TGV   | 戴高乐机场/上皮卡第TGV | 杜埃/里尔欧洲           | 每天3趟左右  |
| 里昂—布鲁塞尔                 | TGV   | 戴高乐机场             | 里尔欧洲                | 每天1趟      |
| 波尔多—里尔弗朗德/欧洲        | TGV   | 戴高乐机场/上皮卡第TGV | 杜埃/里尔欧洲           | 每天1~2趟    |
| 阿拉斯—里尔                   | TERGV | （起点）               | 里尔欧洲                | 每天3趟左右  |
| 鲁昂/亚眠—里尔                | TER   | 阿谢                   | 杜埃                    | 每天13趟左右 |
| 阿谢/阿拉斯—杜埃              | TER   | 布瓦勒                 | 赫厄/比亚士             | 每天8趟左右  |
| 阿拉斯—圣波勒/埃塔普勒        | TER   | （起点）               | 马勒伊                  | 每天6趟左右  |
| 阿拉斯—滨海布洛涅/加来        | TER   | （起点）               | 马勒伊                  | 每天4趟左右  |
| 阿拉斯—敦刻尔克               | TER   | （起点）               | 朗斯                    | 每天1趟      |
| 阿拉斯—阿兹布鲁克             | TER   | （起点）               | 拜尤勒/维米/阿维永/朗斯 | 每天22趟左右 |
| 阿拉斯—贝蒂讷                 | TER   | （起点）               | 维米/朗斯               | 每天1趟      |
| 1. 2.                         |       |                        |                         |              |

## 配套交通

### 长途客车
| 停靠阿拉斯站的大巴车                 |                                                 |                                                                        |
| 上下车地点                           | 运营单位                                        | 主要目的地                                                             |
| Rue de Pasteur（阿拉斯站东北侧）     | 加来海峡省城际客运 Oscar （页面存档备份，存于） | 埃南博蒙、康布雷、基耶里拉莫特、格德库尔、杜朗、萨顿                   |
| Rue de Pasteur（阿拉斯站东北侧）     | SNCF                                            | （当某条铁路线施工或罢工时，SNCF可能会提供途径该线路沿途站点的大巴车） |
| Rue du Dr Brassart（阿拉斯站西南侧） | Flixbus                                         | 巴黎                                                                   |
| 1. 2. 3.                             |                                                 |                                                                        |

### 市内交通
| 阿拉斯站附近的市内公交线路 |                    | |
| 公交车站名称               | 位置               | 停靠线路 |
| Gare Urbaine               | 阿拉斯站门口东北侧 | - 周一至六：1路、2路、3路、4路、4路快线、5路、7路、8路、9路、10路 - 周日及节假日：1路、D2路、6路（需提前预定） |

## 临近车站
| 阿拉斯站（Gare d'Arras）                                       |                      |                                         |
| 上行车站                                                       | 线路                 | 下行车站                                |
| 布瓦勒站←（正线）↖ 上皮卡第TGV站←（联络线）↙                   | 巴黎－里尔铁路       | ↗（联络线）→里尔欧洲站 ↘（正线）→赫厄站 |
| （起点）                                                       | 阿拉斯－敦刻尔克铁路 | 拜尤勒希贝尔图勒站                      |
| （起点）                                                       | 阿拉斯－圣波勒铁路   | 马赫伊站                                |
| - 注：灰色字体为非本线车站或路段，本表仅显示运营中的线路及车站 |                      |                                         |